# Organización territorial de Chechenia
La administración de Chechenia se divide en dos distritos urbanos y quince distritos municipales. La capital de Chechenia es la ciudad de Grozni, que tiene estatus de una ciudad de subordinación republicana. Además de Grozni, Argun y Gudermes son las otras ciudades de subordinación republicana.

## Distritos
| #  | Distrito                        | Nombre checheno     | Centro administrativo |
| -- | ------------------------------- | ------------------- | --------------------- |
| 1  | Distrito de Achkhoy-Martanovsky | ТIехьа-Мартан кIошт | Achkhoy-Martan        |
| 2  | Distrito de Vedensky            | Веданан кlошт       | Vedeno                |
| 3  | Distrito de Groznensky          | Соьлжа-Гlалан кlошт | Grozni                |
| 4  | Distrito de Gudermessky         | Гуьмсен кlошт       | Gudermes              |
| -  | Distrito de Galanchozhskiy      |                     | Galanchozh            |
| 5  | Distrito de Itum-Kalinsky       | Итон-Кхаьллан кIошт | Itum-Kale             |
| 6  | Distrito de Kurchaloyevsky      | Курчал-Эвлан кIошт  | Kurchaloy             |
| 7  | Distrito de Nadterechny         | Терк-Йистанан кIошт | Znamenskoye           |
| 8  | Distrito de Naursky             |                     | Naurskaya             |
| 9  | Distrito de Nozhay-Yurtovsky    | Ножи-Юртан кIошт    | Nozhay-Yurt           |
| 10 | Distrito de Sunzhensky          | Соьлжан кIошта      | Sernovodskoye         |
| 11 | Distrito de Urus-Martanovsky    | Хьалха-Мартан кIошт | Urus-Martan           |
| 12 | Distrito de Shalinsky           | Шелан кIошт         | Shalí                 |
| 13 | Distrito de Sharoysky           | Шаройн кIошт        | Sharoy                |
| 14 | Distrito de Shatoysky           | Шуьйтан кlошта      | Shatoy                |
| 15 | Distrito de Shelkovskoy         |                     | Shelkovskaya          |
| -  | Distrito de Cheberloyevskiy     |                     | Sharo-Argun           |
| 16 | Gorodskoy okrug Gorod Groznyy   |                     | Grozni                |
| 17 | Gorodskoy okrug Gorod Argun     |                     | Argún                 |